# بخش‌های دپارتمان انه

Map of Aisne's arrondissements

بخش‌های دپارتمان انه (انگلیسی: Arrondissements of the Aisne department) شامل ۵ بخش به شرح زیر است:
1. بخش شتو-تیئری با ۱۰۸ کمون (فرانسه) و جمعیت ۷۲هزار نفر در سال ۲۰۱۳ می‌باشد.
2. بخش لان با ۲۴۴کمون (فرانسه) و جمعیت ۱۶۵هزار نفر در سال ۲۰۱۳ می‌باشد.
3. بخش سن-کانتن با ۱۲۶کمون (فرانسه) و جمعیت ۱۳۰هزار نفر در سال ۲۰۱۳ می‌باشد.
4. بخش سواسون با ۱۶۶کمون (فرانسه) و جمعیت ۱۰۳هزار نفر در سال ۲۰۱۳ می‌باشد.
5. بخش ورون با ۱۶۰کمون (فرانسه) و جمعیت ۶۶هزار نفر در سال ۲۰۱۳ می‌باشد.